# Aeródromo de Buochs

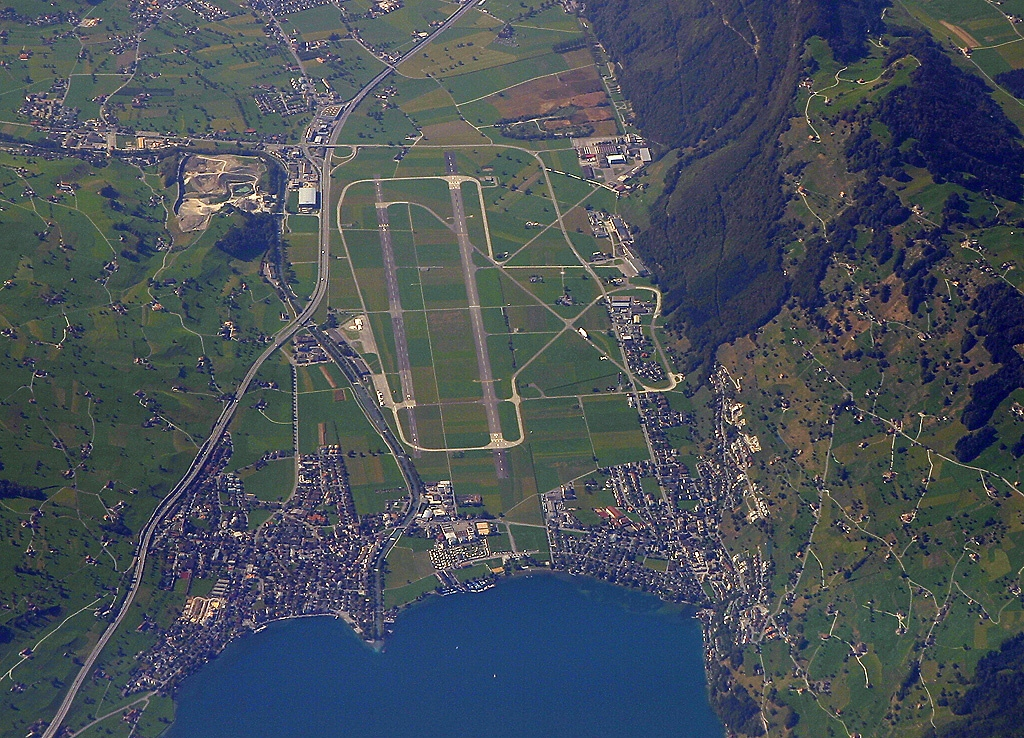

El Aeródromo de Buochs (código OACI LSZC, mil: LSMU) es un aeródromo regional y antiguo aeródromo de la Fuerza Aérea Suiza situado en el municipio de Buochs, en el cantón de Nidwalden (Suiza). Cuenta con una pista de rodadura de superficie dura de 2.000 metros de longitud y 40 metros de anchura, varias pistas de rodaje y zonas de paradas y hangares.